# Campagnes de la mer Noire (1941-1944)
Front de l'Est (Seconde Guerre mondiale)
Batailles
- Constanța
- 26 juin 1941
- 9 juillet 1941
- München
- Odessa
- Crimée (1941)
- 6 décembre 1941
- Jibrieni
- Cap Burnas
- Kertch-Eltigen
- Crimée (1944)

- Raids soviétiques de surface
- Opérations navales roumaines

Campagnes sous-marines
- 1941
- 1942
- 1943
- 1944

Les campagnes de la mer Noire sont les opérations des forces navales soviétiques et de celles de l'Axe en mer Noire et le long de ses côtes pendant la Seconde Guerre mondiale entre 1940 et 1944, y compris en appui des forces terrestres.
La flotte soviétique de la mer Noire (en russe : Черноморский Флот, Tchernomorski Flot) commence ses opérations en juillet 1940 contre la Roumanie, à l'occasion de l'occupation soviétique de la Bessarabie et de la Bucovine du Nord, en prenant le contrôle des bouches du Dniestr et du Danube. Peu après, en octobre 1940, la Roumanie devient fasciste et rejoint l'Axe. En janvier 1941, des mouilleurs de mines soviétiques bloquent le port danubien roumain de Galați : la marine fluviale roumaine réplique, tuant 26 Soviétiques et perdant elle-même 85 marins. Sur un rappel à l'ordre de leur allié allemand, les Soviétiques retirent leurs forces.
L'URSS entre officiellement en guerre en juin 1941 en subissant l'attaque de l'Axe qui, en mer Noire, inclut les forces navales roumaine et bulgare, auxquelles s'ajoutent des unités allemandes et italiennes transportées dans la région par le rail et par le Danube. Les Soviétiques ont une supériorité écrasante sur les forces navales de l'Axe, mais la supériorité aérienne allemande se traduit par la destruction de plupart des navires soviétiques.
Les grands arsenaux soviétiques de Mykolaïv et de Sébastopol sont occupés en 1941 : de nombreux navires incomplets à flot sont évacués vers les ports de Géorgie comme Poti et Batoumi, dont les installations de réparation sont très limitées, ce qui réduit considérablement la capacité opérationnelle de la flotte soviétique.

## Flotte soviétique
Le 22 juin 1941, la flotte de la mer Noire de la marine soviétique se composait de:
| Type                            | Nombre | Note/classe |
| ------------------------------- | ------ | --- |
| Cuirassé Dreadnought            | 1      | Parizhskaya Kommuna (« Commune de Paris »)                                                                                                 |
| Croiseurs                       | 6      | Molotov, Vorochilov, Chervona Ukraina (« Ukraine rouge »), Krasnyi Krym (« Crimée rouge »), Krasny Kavkaz (« Caucase rouge ») et Komintern |
| Destroyerss Leader de flottille | 3      | Classe Leningrad et Classe Tachkent |
| Destroyers (moderne)            | 11     | 6 Type 7, 5 Type 7U (en), |
| Destroyers (vieux)              | 5      | 4 Classe Fidonissi, 1 Classe Derzky |
| Patrouilleurs                   | 15     | 2 Classe Ouragan (en) et 13 Classe Fugas (en)                                                                                              |
| Sous-marins                     | 44     | |
| Torpilleurs                     | 84     | |

Pendant la majeure partie de la guerre, la flotte soviétique de la mer Noire est commandée par les amiraux Filipp Ivanov (en) et Lev Vladimirski.

## Flotte de l'Axe

### Royaume de Roumanie
Les forces navales roumaines en mer Noire se composent de quatre destroyers, quatre torpilleurs, trois mouilleurs de mines, trois sous-marins, un sous-marin annexe de classe CB, trois canonnières et un navire-école (le Mircea).

### Royaume de Bulgarie
Bien que la Bulgarie n'ait pas déclaré la guerre à l'Union soviétique pendant la Seconde Guerre mondiale, la marine bulgare est impliquée dans des fonctions d'escorte pour protéger les navires de l'Axe contre les sous-marins soviétiques dans les eaux territoriales bulgares. Elle compte 4 torpilleurs de classe Drazki, 3 torpilleurs de classe Lurrsen de construction allemande, 4 torpilleurs à moteur de construction néerlandaise de type Power, 2 chasseurs de sous-marins de classe SC-1 et 3 Motor Launch. Fin août 1944, 14 barges de débarquement MFP ont été transférées en Bulgarie.

### Kriegsmarine

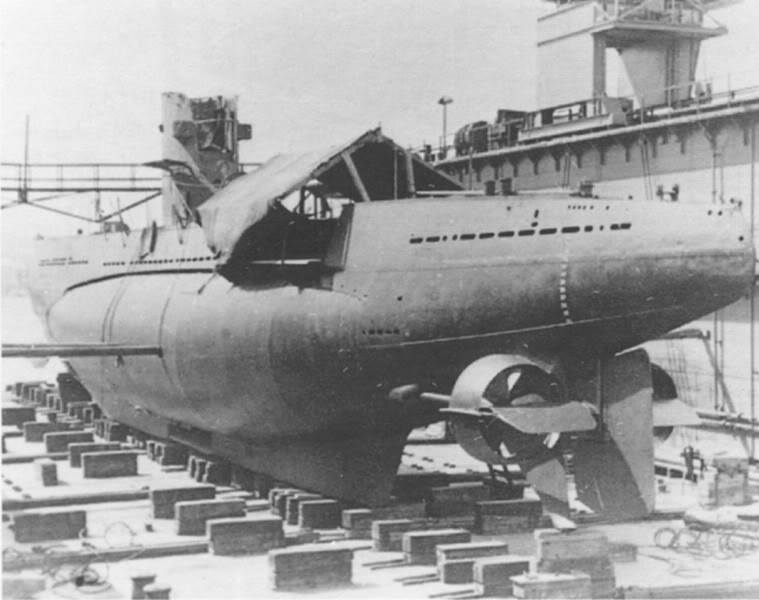
Le U-18 de la flottille 30 en radoub au port de Galați.

Comme la Turquie était neutre, l'Axe ne pouvait pas transférer de navires de guerre vers la mer Noire via le Bosphore. Quelques petits navires ont été transférés de la mer du Nord via des réseaux ferroviaires, routiers et de canaux vers le Danube (comme la canal Main-Danube) : six sous-marins de Type IIB de la 30. Unterseebootsflottille ont ainsi été démontés et expédiés dans les ports danubiens de Hongrie où ils ont été mis sur des barges pour être ré-assemblés au chantier naval roumain Galați à la fin de 1942 et ensuite envoyés à Constanța. Les Allemands ont également transporté 10 Schnellboote et 23 Räumboote via le Danube et construit des barges armées et des Kriegstransporter (transports de guerre) dans les chantiers navals occupés de Mykolaïv. Certains navires ont été obtenus de la Hongrie, de la Roumanie et de la Bulgarie, comme le mouilleur de mines Xanten, le S-boat tender România et le chalutier armé UJ-115 Reșița. Des navires supplémentaires ont été construits dans des chantiers navals danubiens en Slovaquie, Hongrie, Bulgarie, Roumanie et Ukraine occupée, ou encore transférés de la Méditerranée en tant que navires civils. Au total, les forces navales allemandes en mer Noire se composaient principalement de 6 sous-marins côtiers, 16 S-boats, 23 R-boats, 26 chasseurs de sous-marins et plus de 100 barges. La flotte allemande de la mer Noire a finalement exploité des centaines de navires de guerre moyens et petits ou auxiliaires. Une partie a été sabordée lors de la défection de la Roumanie et le reste capturé par la marine soviétique ; très peu de navires ont pu fuir en remontant le Danube.

### Italie, Croatie et Hongrie

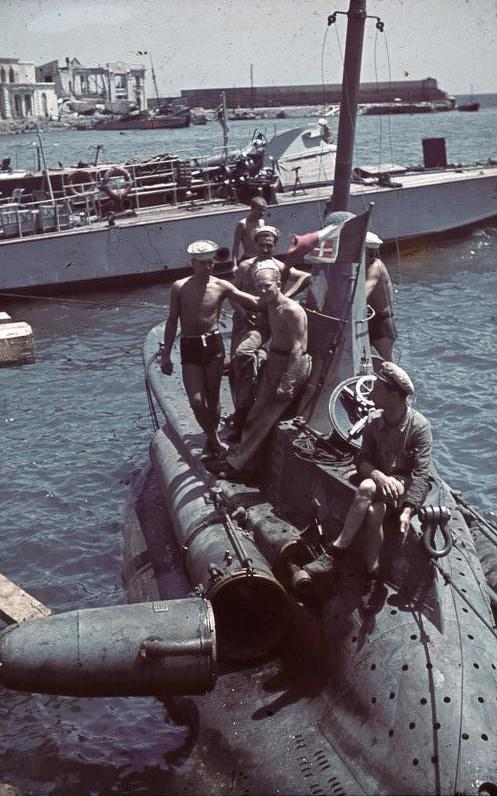
Marins italiens sur un sous-marin de poche en Crimée en 1942.

La marine italienne envoie une petite force navale en mer Noire, comprenant six sous-marins de poche de classe CB et une flottille de torpilleurs.
L'État indépendant de Croatie constitue une Légion navale croate en juillet 1941, initialement composée de quelque 350 officiers et marins en uniforme allemand, mais qui finit par compter mille hommes. Son premier commandant est Andro Vrkljan, remplacé plus tard par Stjepan Rumenović. En affectant un contingent naval à la mer Noire, la Croatie échappe à l'interdiction d'une marine en Adriatique imposée par son traité du 18 mai 1941 avec l'Italie, qui limitait la marine croate (RMNDH) à une flottille fluviale.
À son arrivée en mer d'Azov, la Légion navale croate récupère, restaure et équipe 47 navires de pêche soviétiques, puis embauche des déserteurs de la marine soviétique. Elle acquiert par la suite 12 chasseurs de sous-marins allemands et une batterie d'artillerie côtière.
Des navires hongrois pouvaient aussi atteindre la mer Noire via le Danube, comme forces de transport maritime, et ont ainsi participé à l'évacuation de la Crimée par l'Axe.

## Opérations en 1941
Le 26 juin, les forces soviétiques, aériennes et navales, attaquent le port roumain de Constanța. Au cours de cette opération, le destroyer leader Moskva (en) saute dans un champ de mines alors qu'il échappait au feu des batteries côtières et des destroyers roumains. La flotte soviétique de la mer Noire approvisionne la garnison assiégée d'Odessa et évacue une partie importante de la ville (86 000 soldats, 150 000 civils) à la fin du mois d'octobre, mais perd le destroyer Frunze et une canonnière sous les bombardements des Stuka allemands. Le navire-hôpital soviétique Armenia est coulé par l'aviation allemande le 7 novembre, faisant plus de 5 000 morts, la plupart d'entre eux étant des civils et des patients évacués.
La flotte soviétique de la mer Noire repousse le premier assaut de l'Axe sur Sébastopol. En décembre, elle reprend la péninsule de Kertch grâce à une opération amphibie. Un détachement naval comprenant le croiseur Krasnyi Krym, resté dans Sébastopol asségée, apporte son soutien. Les sous-marins soviétiques ont également attaqué les navires de l'Axe sur les côtes roumaine et bulgare, coulant 29 465 t. Au cours de l'automne 1941, les deux belligérants posent de nombreux champs de mines dans le sud de la mer Noire : les champs de mines défensifs roumains ont coulé au moins 5 sous-marins soviétiques pendant cette période (M-58, S-34, ShCh-211, M-34 et M-59, cependant au cours de telles opérations les forces de l'Axe ont perdu le mouilleur de mines roumain Regele Carol I coulé par une mine posée par le sous-marin soviétique L-4 (en) : 2 des 5 sous-marins soviétiques (M-58 et ShCh-211) sera plus tard coulé sur les champs de ce même mouilleur de mines, après le naufrage du navire, en plus d'un autre sous-marin coulé en 1942. Au total, jusqu'à 15 sous-marins soviétiques ont été coulés par les champs de mines défensifs roumains jusqu'à la fin de la guerre. Un autre mouilleur de mines roumain a été perdu, l' Aurora, détruit par les bombardiers soviétiques le 15 juillet.

## Opérations en 1942

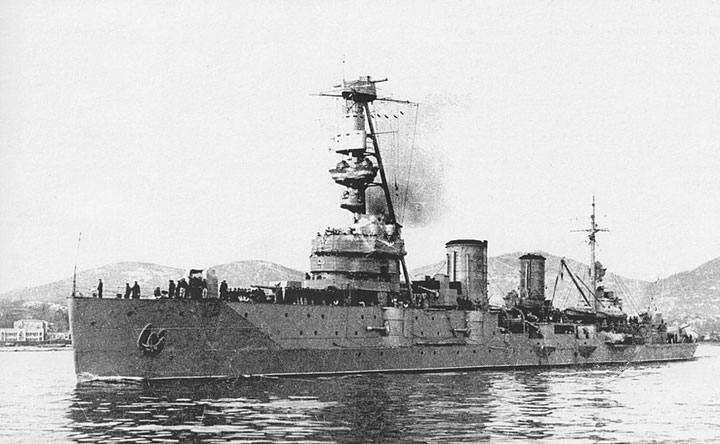
Le croiseur soviétique Krasnyi Krym a participé à la défense de Sébastopol assiégée.

Les opérations de 1942 ont été dominées par le siège de Sébastopol. Pendant l'hiver, des navires de guerre soviétiques, dont le seul cuirassé Parijskaya Kommuna (« Commune de Paris »), accomplissent des missions d'appui-feu et d'approvisionnement près de Sébastopol. Les Soviétiques ont continué les missions de ravitaillement jusqu'au 27 juin, les pertes étant lourdes et comprenant le croiseur Chervonnaya Ukraina, le destroyer leader Tachkent (de) (livré par l'Italie pour l'URSS avant la guerre) et six destroyers modernes.
Le croiseur Vorochilov et les destroyers ont tenté d'intervenir sans succès dans la bataille de la péninsule de Kertch en mai, mais en septembre les Soviétiques ne peuvent pas empêcher un débarquement dans la péninsule de Taman à travers le détroit de Kertch. Le reste de la flotte de la mer Noire est évacué vers des ports de Géorgie aux installations insuffisantes. Les sous-marins soviétiques restent actifs dans la partie ouest de la mer Noire où ils torpillent les navires de l'Axe, mais aussi des navires civils transportant des réfugiés juifs d'Europe sous pavillons neutres (Panama, Croix-Rouge internationale) comme le Struma. Le 1er octobre, le sous-marin soviétique M-118 est coulé à la grenade sous-marine par la canonnière roumaine Sublocotenent Ghiculescu.

## Opérations en 1943
En 1943, la flotte soviétique de la mer Noire est réduite aux navires suivants, qui ont tous souffert d'un entretien insuffisant :
- Cuirassé Sébastopol
- Quatre croiseurs (Molotov, Voroshilov, Krasniy Krim et Krasniy Kavkaz)
- Destroyer leader Kharkov (en)
- Cinq destroyers modernes et trois anciens
- 29 sous-marins

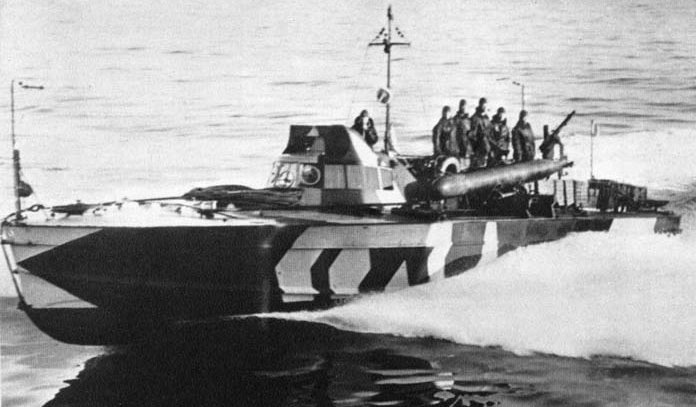
Bateau torpilleur MAS italien.

Les forces navales roumaines ont perdu la canonnière anti-sous-marine Remus Lepri en 1941, lors d'essais de pose de mines après sa conversion en mouilleur de mines. Le sous-marin Delfinul commence une rénovation complète à la fin de 1942, restant hors de combat pour le reste de la guerre. Malgré ces pertes, la marine roumaine atteint son apogée en 1943. Les sous-marins modernes de construction roumaine Rechinul et Marsuinul sont achevés en 1942. En outre, cinq sous-marins de poche de classe CB de construction italienne ont été acquis dans le l'automne 1943, mais seuls deux d'entre eux sont utilisables. Quatre dragueurs de mines de classe M modifiés et armés en frégates anti-sous-marines, sont construits en Roumanie à partir de matériaux allemands au cours de l'année. Ainsi, les principaux navires de guerre opérationnels de la flotte roumaine de la mer Noire s'élevaient à :
- 4 destroyers (deux de classe Regele Ferdinand et deux de classe Mărăști)
- 1 torpilleur de mer (Sborul)
- 10 frégates anti-sous-marines (Amiral Murgescu, quatre classe Mihail Kogălniceanu, une classe Sava  et les quatre dragueurs de mines de classe M)
- 5 corvettes anti-sous-marines (trois classe Sublocotenent Ghiculescu et deux classe Smeul)
- 4 sous-marins (Marsuinul, Rechinul et deux sous-marins de poche de classe CB)

Les opérations consistent initialement en plusieurs opérations offensives des Soviétiques, notamment la défense de Malaya Zemlya à Novorossïïsk et quelques bombardements et raids côtiers. Le 7 juillet, le destroyer roumain Mărășești coule le sous-marin soviétique M-31. Alors que la guerre tourne au désavantage de l'Axe sur d'autres fronts, les Allemands évacuent la tête de pont de Kuban (péninsule de Taman) à partir de septembre. Le Kharkov et les deux destroyersSposobny et Besposchadny sont coulés par des Stukas alors qu'ils attaquaient les forces de l'Axe en Crimée. À la suite de cette perte, Staline autorise l'utilisation de tous les grands navires. L'Opération de Kertch-Eltigen suit en novembre.

## Opérations de 1944

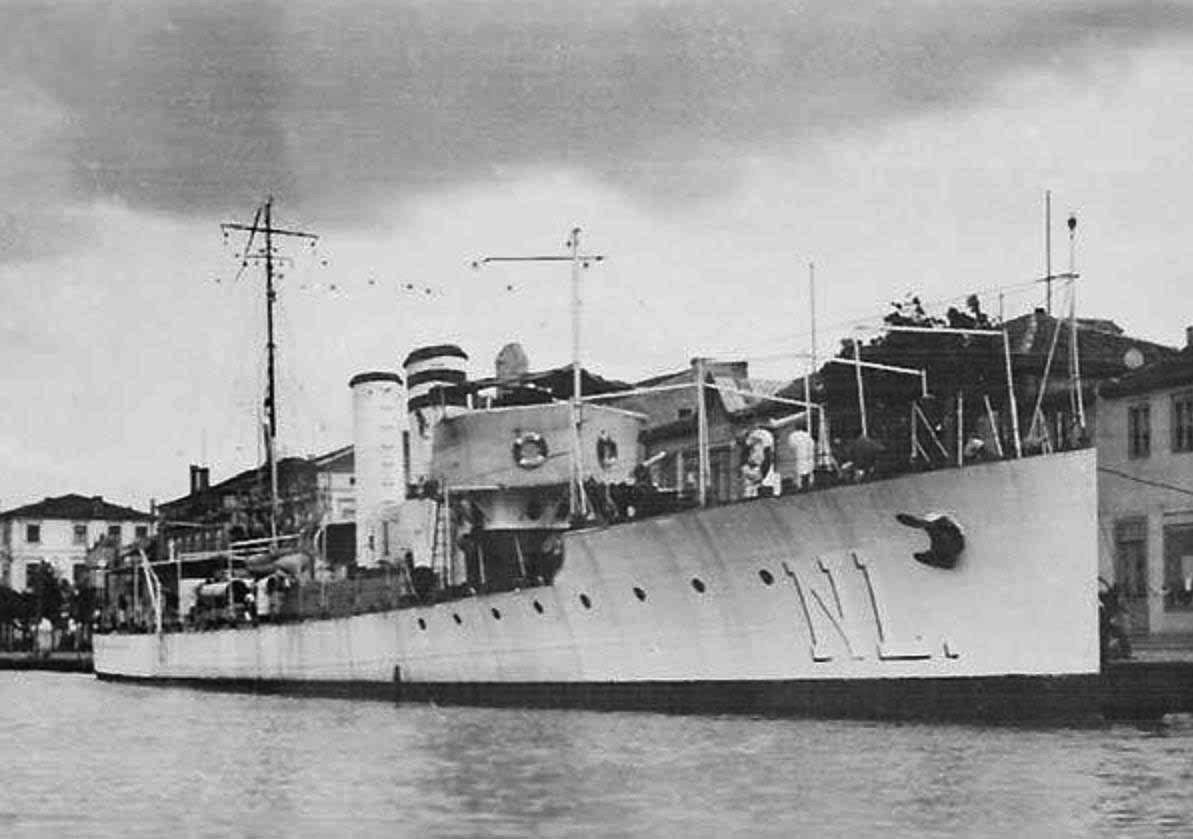
Le torpilleur roumain Năluca (coulé par un avion soviétique le 20 août 1944).

Au début de 1944, la flotte de surface soviétique est peu opérationnelle : les actions offensives sont assurées par de petits navires et par l'aviation navale soviétique (Soviet Naval Aviation (en). L'Axe recule, la Podolie et Odessa sont libérées en mars, piégeant les forces de l'Axe en Crimée. Les dernières forces de l'Axe près de Sébastopol se sont rendues le 9 mai 1944 et un nombre considérable d'hommes ont été évacués à la fin de l'offensive de Crimée. Les sous-marins soviétiques ont continué d'attaquer les navires de l'Axe mais aussi des navires civils sous pavillon neutre (Croix-Rouge internationale, Turquie) comme le Mefküre transportant des réfugiés juifs d'Europe.
Le 20 août 1944, les Forces aériennes soviétiques lancent un raid aérien contre la base principale de l'Axe en mer Noire : Constanța. Plusieurs cibles sont coulées, dont le sous-marin allemand U-9 et le vieux torpilleur roumain Năluca. Les U-18 et U-24 sont tous deux endommagés, et sont sabordés quelques jours plus tard. La défection de la Roumanie le 23 août 1944 met un terme à guerre navale en mer Noire et place la marine roumaine sous commandement de la marine soviétique.

### Articles externes
- (ru) Flotte de la mer Noire
- (en) Romanian Armed Forces in the Second World War